# 초동면
초동면(初同面)은 대한민국 경상남도 밀양시의 면이다. 넓이는 48.2km2이고, 인구는 2008년 기준으로 3,789명이다.

## 개요
초동면은 낙동강 유역의 넓은 평야지대로 토질이 비옥하여 농업이 잘 발달되어 있고, 사통팔달의 교통망이 인근 부산광역시, 마산, 창원의 대도시와 30분거리고 연결되어 있어 초동농공단지의 물류소통에 매우 편리하여 농업과 공업이 조화롭게 성장하고 있다.

## 행정 구역
- 검암리
- 덕산리
- 반월리
- 성만리
- 신호리
- 오방리
- 신월리
- 봉황리
- 명성리
- 금포리
- 대곡리
- 범평리

## 교육
| 학교명                | 소재지                         | 비고        |
| --------------------- | ------------------------------ | ----------- |
| 초동초등학교          | 초동면 초동로 321 (신호리)     |             |
| 초동초등학교 반월분교 | 초동면 초동중앙로 18 (대곡리)  | 1999년 폐교 |
| 봉황초등학교          | 초동면 덕산5길 4 (덕산리)      | 1999년 폐교 |
| 범평초등학교          | 초동면 초동중앙로 439 (범평리) | 1998년 폐교 |
| 초동중학교            | 초동면 성만1길 8 (성만리)      | 2015년 폐교 |